# Enicospilus pseudonugalis
Enicospilus pseudonugalis là một loài tò vò trong họ Ichneumonidae.